# 18 май
18 май е 138-ият ден в годината според григорианския календар (139-и през високосна година). Остават 227 дни до края на годината.

## Събития
- 1284 г. – Шведският град Йоншьопинг получава статут на кралски град.
- 1565 г. – Начало на Великата обсада на Малта от османските турци, продължила до 11 септември.
- 1642 г. – Основан е град Монреал, административен център на канадската провинция Квебек.
- 1725 г. – Учреден е британският рицарски Орден на банята от Джордж I.
- 1756 г. – Започва Седемгодишната война, след като Англия обявява война на Франция.
- 1804 г. – Наполеон Бонапарт официално е обявен за император на Франция.
- 1836 г. – Основан е град Левангер, Норвегия от шведския крал Карл III.
- 1858 г. – Състои се сватбата на германската принцеса Щефани Хоенцолерн-Зигмаринген с португалския крал Педру V.
- 1877 г. – На официална церемония край град Плоещ, Румъния, Самарското знаме е връчено на Трета дружина от Българското опълчение с командир Павел Калитин.
- 1900 г. – Учреден е орденът „За военна заслуга“.
- 1903 г. – Съставено е двадесет и шестото правителство на България, начело с Рачо Петров.
- 1903 г. – Открито е пристанището в Бургас.
- 1905 г. – Отваря врати Народният музей в София – съвременният Национален археологически институт с музей.
- 1906 г. – Открито е пристанището във Варна.
- 1909 г. – Цар Фердинанд учредява ордена „Свети Равноапостоли Кирил и Методий“.
- 1944 г. – Влиза в сила Сталиновата политика за етническо прочистване на Кримския полуостров, вследствие на което кримските татари започват да се депортират.
- 1956 г. – Направено е първото успешно изкачване на четвъртия по големина връх в света Лхотце от швейцарска експедиция.
- 1969 г. – Програма Аполо: Изстрелян е Аполо 10.
- 1971 г. – Приета е нова Конституция на Народна република България, известна като Живковска конституция.
- 1972 г. – Влиза в сила Договорът за забрана на складирането на дъното на моретата и океаните на ядрено оръжие и на други видове оръжия за масово унищожение.
- 1973 г. – Самолетът при полет 109 на „Аерофлот“ е отвлечен по време на полет и впоследствие унищожен, когато бомбата на похитителя експлодира и убива всичките 82 души на борда.
- 1974 г. – Под кодовото име Усмихнатия Буда, Индия успешно детонира първото си ядрено оръжие и така става шестата нация в света, извършила подобен опит.
- 1980 г. – Изригва вулканът Света Елена. Загиват 57 души, биват разрушени 250 къщи, 47 моста, 24 км жп линии и 298 км магистрали.
- 1991 г. – Северна Сомалия обявява независимост от останалата част на Сомалия под името Република Сомалиленд, но остава непризната от международната общност.
- 1993 г. – Убити са Сараевските Ромео и Жулиета.
- 2001 г. – Състои се премиерата на американски компютърно-анимационен филм Шрек.
- 2004 г. – Българинът Петко Тотев изкачва връх Еверест.
- 2008 г. – Учредена е политическата партия Зелените.

## Родени
- 1048 г. – Омар Хаям, ирански учен († 1131 г.)
- 1186 г. – Константин, велик княз на Владимир-Суздал († 1218 г.)
- 1616 г. – Йохан Якоб Фробергер, германски композитор († 1667 г.)
- 1746 г. – Феликс де Асара, испански топограф († 1811 г.)
- 1788 г. – Хю Клапертън, шотландски пътешественик († 1827 г.)
- 1797 г. – Фредерик Аугустус II, владетел на Саксония († 1854 г.)
- 1850 г. – Оливър Хевисайд, английски физик († 1925 г.)
- 1856 г. – Спас Вацов, български сеизмолог († 1928 г.)
- 1861 г. – Матей Стойков, български офицер († 1928 г.)
- 1868 г. – Николай II, руски монарх († 1918 г.)
- 1872 г.
  - Бъртранд Ръсел, британски философ, Нобелов лауреат († 1970 г.)
  - Яне Сандански, български революционер († 1915 г.)
- 1875 г. – Петър Васков, български революционер († 1907 г.)
- 1876 г. – Херман Мюлер, германски политик († 1931 г.)
- 1879 г. – Стоян Стойков, български революционер († ? г.)
- 1880 г. – Димитър Бояджиев, български поет († 1911 г.)
- 1883 г. – Валтер Гропиус, германско-американски архитект († 1969 г.)
- 1891 г. – Рудолф Карнап, германско-американски философ († 1970 г.)
- 1895 г. – Аугусто Сесар Сандино, никарагуански политик († 1934 г.)
- 1897 г. – Франк Капра, американски кинорежисьор († 1991 г.)
- 1909 г. – Фред Пери, британски тенисист († 1995 г.)
- 1912 г.
  - Пери Комо, американски певец († 2001 г.)
  - Ричард Брукс, американски режисьор († 1992 г.)
  - Симон Мирман, френска дизайнерка († 2008 г.)
- 1914 г.
  - Борис Христов, български певец († 1993 г.)
  - Туло де Графенрийд, швейцарски автомобилен състезател († 2007 г.)
- 1920 г.
  - Алексей Шелудко, български физикохимик († 1995 г.)
  - Симон Майер, френска хематоложка († 2006 г.)
  - Йоан Павел II, римокатолически папа († 2005 г.)
- 1925 г. – Яким Якимов, български режисьор († 2009 г.)
- 1927 г. – Кирил Цибулка, български композитор († 1997 г.)
- 1930 г.
  - Дон Линд, американски учен († 2022 г.)
  - Фред Саберхаген, американски писател († 2007 г.)
- 1935 г. – Иван Доровски, македонски писател († 2021 г.)
- 1939 г.
  - Джовани Фалконе, италиански юрист († 1992 г.)
  - Петер Грюнберг, германски физик, Нобелов лауреат († 2018 г.)
- 1944 г.
  - Албърт Хемънд, английски певец
  - Винфрид Георг Зебалд, германски писател († 2001 г.)
  - Иван Станев, български сценарист
  - Димитър Радков, български художник († 1982 г.)
  - Румена Трифонова, българска актриса († 2025 г.)
- 1945 г. – Анастас Славчев, български музикант и общественик
- 1946 г. – Андреас Кацулас, американски актьор († 2006 г.)
- 1952 г. – Джордж Стрейт, американски кънтри изпълнител
- 1955 г. – Чоу Юн-Фат, китайски актьор
- 1957 г.
  - Майкъл Крету, румънски музикант
  - Тиери Мейсан, френски журналист
- 1960 г. -  Яник Ноа, френски тенесист
- 1962 г. – Стефан Яръмов, български футболист
- 1965 г. – Кольо Колев, български щангист
- 1967 г.
  - Димитър Николов, български икономист и политик
  - Светлана Терзиева, българска актриса
  - Хайнц-Харалд Френцен, германски пилот от Формула 1
- 1970 г. – Валери Попович, руски футболист
- 1971 г. – Брад Фридъл, американски футболист
- 1973 г. – Шантал Кревиазук, канадска певица
- 1975 г.
  - Джон Хигинс, шотландски играч на снукър
  - Санем Челик, турска актриса
- 1978 г. – Рикардо Карвальо, португалски футболист
- 1979 г.
  - Миливое Новакович, словенски футболист
  - Мартин Гергов, държавен рекордьор по силов трибой, фитнес треньор и блогър
- 1981 г. – Маамаду Диара, малийски футболист
- 1984 г. – Ивет Лалова, българска лекоатлетка
- 1985 г. – Зейнеп Кьосе, турска актриса
- 1988 г. – Галя Желязкова, български политик и икономист
- 1991 г. – Александър Кирилов, български футболист

## Починали
- 526 г. – Йоан I, римски папа (* неизв.)
- 1733 г. – Георг Бьом, германски композитор (* 1661 г.)
- 1799 г. – Пиер дьо Бомарше, френски драматург (* 1732 г.)
- 1800 г. – Александър Суворов, руски пълководец (* 1729 г.)
- 1807 г. – Антоан-Филип Орлеански, френски благородник (* 1775 г.)
- 1829 г. – Мария-Жозефа Саксонска, кралица на Испания (* 1803 г.)
- 1876 г.
  - Давид Тодоров, български революционер (* ок. 1834)
  - Сава Катрафилов, български революционер (* 1836)
  - Янко Атанасов, български революционер (* ок. 1840)
- 1909 г. – Исак Албенис, испански композитор и пианист (* 1860 г.)
- 1910 г. – Полин Виардо, френска оперна певица, мецосопран (* 1821 г.)
- 1911 г. – Густав Малер, австрийски композитор (* 1860 г.)
- 1922 г. – Шарл Лаверан, френски лекар, Нобелов лауреат (* 1845 г.)
- 1927 г. – Никифор Бегичев, руски моряк (* 1874 г.)
- 1934 г. – Анастас Матлиев, български общественик (* ? г.)
- 1940 г. – Александър Филипов, български литературен критик (* 1895 г.)
- 1941 г. – Вернер Зомбарт, германски икономист (* 1863 г.)
- 1959 г. – Джон Баримор, американски актьор (* 1882 г.)
- 1965 г.
  - Ели Коен, израелски шпионин (* 1924 г.)
  - Трайко Симеонов, български писател (* 1886 г.)
- 1975 г. – Илия Петров, български художник (* 1903 г.)
- 1980 г. – Иън Къртис, английски певец (* 1956 г.)
- 1981 г. – Уилям Сароян, американски писател (* 1908 г.)
- 1985 г. – Стоян Даскалов, български писател (* 1909 г.)
- 1993 г. – Адмира Исмич и Бошко Бръкич, „сараевските Ромео и Жулиета“ (* 1968 г.)
- 2001 г.
  - Алексей Маресиев, съветски летец (* 1916 г.)
  - Трендафил Станков, български футболист и треньор (* 1923 г.)
- 2006 г.
  - Иван Лебамов, български общественик (* 1932 г.)
  - Мако Даков, български политик (* 1920 г.)
- 2007 г. – Пиер-Жил дьо Жен, френски физик, Нобелов лауреат (* 1932 г.)
- 2010 г. – Едоардо Сангвинети, италиански поет (* 1930 г.)

## Празници
- Международен ден на музеите
- Ден на българските зоопаркове
- Международен ден на ваксината срещу СПИН
- Римокатолическа църква – Празник на бог Фаунус (Пан в древногр. мит.).
- Дания – Битката при Дюбели
- Русия – Ден на славянската култура и писменост (от 18 до 24 май). Всяка година столица на празника става някое ново населено място.
- Русия – Празник на Балтийския военноморски флот на Русия
- Сомалия – Празник на независимостта
- Тюркменистан – Празник на възраждането, единството и поезията в чест на Махтумкули Пираги (поет и философ, лат. Magtymguly Pyragy)
- Украйна, Република Крим – Ден в памет на жертвите от депортацията
- Уругвай – Ден на битката при Лас Пиедрас
- Хаити – Ден на флага и университетите